# Епоха невпевненості
«Епоха невпевненості»  — книга та телевізійний серіал 1977 року, спільно розроблений BBC , CBC, KCET та OECA . Книга написана та представлена Гарвардським економістом Джоном Кеннетом Гелбрейтом .

## Передісторія
Галбрейт повністю визнавав успіхи ринкової економіки, але також пов'язував цю систему з нестабільністю, неефективністю та соціальною нерівністю. Він виступав за політичні заходи та втручання уряду для виправлення цих недоліків. У своїй книзі « Економіка та суспільна ціль» (1973) він запропонував поширити системи планування, що використовуються в галузі промисловості, до ринкової економіки. Він наполягав на новому соціалізмі з більш різкими прогресивними податками, державним житлом, медичним обслуговуванням та транспортом, державною підтримкою мистецтва та перетворенням деяких корпорацій та військових підрядників у державні корпорації.
Він був вченим-соціологом, якого найбільше читали. Об'єднання Галбрейта з Демократичною партією США та його критика інших економістів, які сприяли індивідуалістичній економіці на вільному ринку, викликали серйозну реакцію. Він вважав, що «багатство — невпинний ворогом розуміння».
У розпалі Уотергейтського скандалу влітку 1973 року Галбрейт був запрошений Адріаном Мелоне з BBC, який мав намір створити телесеріал про історію економічних або соціальних ідей. До цього моменту Галбрейт думав про вихід на пенсію, але швидко прийняв пропозицію Мелоне. З самого початку вони зупинилися на назві «Епоха невизначеності», щоб відобразити різкий контраст між великою визначеністю економічної думки 19 століття з набагато менш гарантованими поглядами в сучасні часи.
Оскільки дискусії про серіал продовжувались, була розроблена ще одна тема про те, як люди розуміють роботу ринків та їх відносини з державою. Завдяки цьому було вирішено, що серіал буде розділено на дві самостійні частини, де будуть показані ідеї з їх наслідками.

## Зйомки
Зміст серіалу визначався Галбрейтом, в той час як манерою подачі керували його колеги з BBC. Галбрейт почав із написання серії творів, з яких були отримані сценарії, пізніше — з'явилася книга, яка у багатьох місцях виходить за рамки матеріалу, що охоплюється відповідним телевізійним епізодом. Серіал знімався три роки.

## Серії
1. Пророки та перспективи класичного капіталізму
2. Манери та мораль високого капіталізму
3. Інакомислення Карла Маркса
4. Колоніальна ідея
5. Ленін і Великий розкол
6. Підйом та падіння грошей
7. Мандаринська революція
8. Фатальний конкурс
9. Велика Корпорація
10. Земля та люди
11. Метрополіс
12. Демократія, лідерство, зобов'язання
13. Вихідні у Вермонті (три години програми, в яких Галбрейт обговорює економіку, політику та міжнародні відносини з такими гостями, як Генрі Кіссінджер, Георгій Арбатов та Едвард Хіт). Ці інтерв'ю не розглядаються в книзі.

## Визнання
Лідер Британської Консервативної партії Маргарет Тетчер та Кейт Джозеф виступили проти перегляду серіалу BBC, оскільки вони сприймали це занадто упередженим для державної телевізійної станції. Мілтон Фрідман був привезений з Чикаго для того, щоб контраргументувати економічні погляди Галбрейта з Ніколасом Калдором проти нього. Видання, пов'язані з консервативною політичною партією, « Daily Telegraph» та « The Spectator» відхилили цю серію, а Financial Times та The New York Times залишили позитивні відгуки. Мілтон Фрідман представив власну відповідь Галбрейту у своєму серіалі " Вільні обирати ".
Поряд з іншими роботами Галбрейта (« Економіка», «Державна гаманець» та « Гроші ») «Епоха невизначеності» посилила його позицію як великого американського економіста, який підтримав і захищав традиційну кейнсіанську економіку на противагу вільним ринкам та ліберальним економічним теоріям Мілтона Фрідмана.

## Видання
- Вік невизначеності Джон Кеннет Галбрейт, BBC — Андре Вейк, 1977, ISBN 0-563-12887-9

## Нотатки
1. ↑   Ринки чи уряди: вибір між недосконалими альтернативами , Чарльз Вольф, с. 2, MIT Press, 1993, ISBN 0-262-73104-5
2. ↑  «Джон Кеннет Галбрейт, іконоборний економіст і дипломат, помирає на 97», Нью-Йорк Таймс, 1 травня 2006 року. Отримано 19 червня 2009 р.  [Архівовано 4 березня 2016 у Wayback Machine.]
3. 1 2   Рутлейдський словник політичних мислителів ХХ століття, під редакцією Роберта Бейніуека та Філіпа Гріна, стор. 77, Routledge, 1998, ISBN 0-415-09623-5
4. ↑   Торгівельна справа: вивчення почесної професії , Джеймс Чешер, Тибор Р. Мачан, с. 14 (цитування Гельбрейта в епоху невизначеності), Hoover Press, 1999, ISBN 0-8179-9622-2
5. 1 2   Гелбрейт, стор. 7
6. ↑   Гелбрейт, с. 8
7. ↑   Гелбрейт, с. 7,8
8. ↑   Економіст із суспільною метою: нариси в честі Джона Кеннета Гальбрейта , під редакцією Майкла Кейні, р. 4, Routledge, 2001, ISBN 0-415-21292-8
9. ↑   " Телебачення і радіо в Об'єднаному Королівстві ", Бертон Паулу, с. 243—244, University of Minnesota Press, 1981, ISBN 0-8166-0941-1
10. ↑   Енциклопедія історії американського менеджменту , Морген Вітцель, с. 189, Міжнародна видавнича група Continuum, 2005, ISBN 1-84371-131-1